# 仙女座ET
仙女座ET，又名BD+44 4373，HD 219749、SAO 52876、HR 8861，是仙女座的一颗恒星，视星等为6.48，位于銀經106.25，銀緯-14.33，其B1900.0坐标为赤經23h 13m 14.3s，赤緯+44° -14.33′ 35″。